# Eugenia Cheng

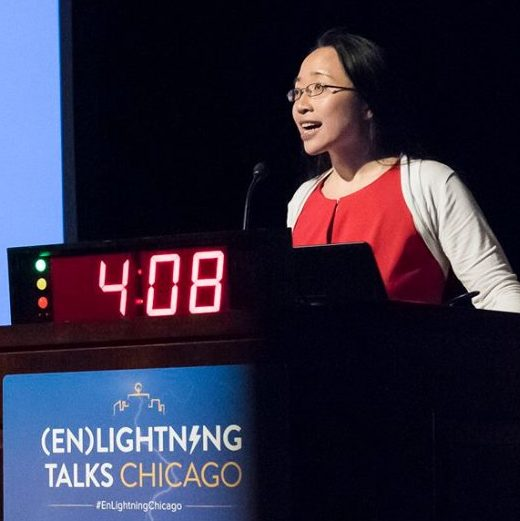
Eugenia Cheng (2016)

Eugenia Loh-Gene Cheng ist eine britische Mathematikerin und Pianistin. Ihr mathematisches Interesse ist vor allem die höher-dimensionale Kategorientheorie und als Pianistin hat sie sich auf Kunstlieder spezialisiert. Außerdem erklärt sie begeistert Mathematik für Nicht-Mathematiker, wobei sie dazu gerne unterhaltsame Analogien mit Essen und Backen verwendet. Cheng ist Scientist-in-residence am Art Institute of Chicago.

## Jugend und Studium
Eugenia Loh-Gene Cheng wurde in Hampshire (England) geboren, zog aber mit ihrer ursprünglich aus Hongkong stammenden Familie bereits im Alter von einem Jahr nach Sussex. Vor allem durch ihre Mutter entwickelte sie früh ein Interesse für Mathematik.
Sie besuchte die Roedean School am Rande von Brighton. Sie studierte Mathematik an der University of Cambridge, wo sie Studentin am Gonville and Caius College war. Sie wurde 2002 in Cambridge promoviert. Ihre Dissertation (Higher-dimensional category theory: Opetopic foundations)  wurde von Martin Hyland betreut.

## Karriere und Forschung
Cheng ist (Stand 2020) Scientist-in-residence am Art Institute of Chicago, wo sie Kunststudenten in Mathematik unterrichtet. Zuvor lehrte Cheng an der Universität Nizza Sophia-Antipolis, der University of Sheffield, wo sie eine Festanstellung (tenure) als Senior Lecturer hatte, und der University of Chicago (Visiting Senior Lecturer 2013/14). Außerdem ist sie Honorary Visiting Fellow von City, University of London. Ihre Festanstellung an der Universität gab sie, nachdem sie schon 2007 Youtube-Beiträge über Mathematik verfasste, auf, um auf breiterer Basis populärwissenschaftlich zu wirken und eine musikalische Karriere zu verfolgen. Sie wirkt überwiegend in Chicago.
Sie hat in verschiedenen wissenschaftlichen Zeitschriften im Bereich Kategorientheorie publiziert Frühere Doktoranden von ihr sind unter anderem Nick Gurski und Thomas Cottrell.

### Mathematik und Backen
Chengs Forschungsinteressen liegen in der Kategorientheorie, über die sie für ein breites Publikum mit Analogien aus dem Bereich Backen schreibt. Ihr Ziel ist es, der breiten Öffentlichkeit Mathematik nahe zu bringen. In ihrem Buch How to Bake Pi ("wie man Pi backt", wobei dies als Wortspiel mit pie, deutsch Kuchen, zu verstehen ist, veröffentlicht im Mai 2015) beginnt jedes Kapitel mit einem Rezept für einen Nachtisch, das sie nutzt um Gemeinsamkeiten von Methoden aus der Mathematik und dem Kochen zu zeigen. Für das Buch gab es viel positive Resonanz im englischsprachigen Raum und es wurde ins französische übersetzt.
Cheng hat auch eine Reihe Artikel mit ähnlichen Themen veröffentlicht, darunter On the perfect quantity of cream for a scone ("Über die perfekte Menge Sahne für einen Scone") und On the perfect size for a pizza (Über die perfekte Größe einer Pizza). Cheng präsentiert außerdem vergleichbare Themen auf YouTube oder bei Vorträgen wie Mathematics and Lego: the untold story (Mathematik und Lego: die unerzählte Geschichte).

### Andere Veröffentlichungen
In Chengs zweitem Buch, Beyond Infinity, erklärt sie die Mengenlehre, zum Beispiel Cantors zweites Diagonalargument und Zenos Paradoxien der Vielheit, für Laien mit Hilfe von Analogien und Anekdoten. Es war auf der Shortlist für den 2017 Insight Investment Science Book Prize der Royal Society Prizes for Science Books.
2018 veröffentlichte Cheng ihr drittes Buch, The Art of Logic in an Illogical World ("Die Kunst der Logik in einer unlogischen Welt"). Es behandelt Themen wie gleichgeschlechtliche Ehe, Privilegien von Weißen und Polizeigewalt in den USA mit Methoden der Logik. Dabei erklärt sie beispielsweise Russells Paradoxon und die Axiome der euklidischen Geometrie.
Cheng schreibt die Kolumne Everyday Math ("Alltagsmathematik") im Wall Street Journal.

### Musik
Cheng ist eine Pianistin, die insbesondere Kunstlieder begleitet, aber auch Solo auftritt. Ihr wurde der Sheila Mossman Memorial Award der Associated Board of the Royal Schools of Music verliehen und sie ist die erste Trägerin des Brighton and Hove Arts Council Award for the Musician of the Year. In Chicago hat sie einen Liederabend in der Liederabendserie von Pianoforte Chicago gegeben. Mit Paul Geiger führte sie Schuberts Schwanengesang und Winterreise bei den Schubertiaden Chicago 2005 and 2006 auf. Bei der  Schubertiade in Chicago 2007 hat sie mit Ryan de Ryke die Die schöne Müllerin von Schubert aufgeführt. Weiter Aufführungen von Cheng waren mit dem Tenor Nicholas Harkness bei der Noontime Recital Series an der University of Chicago, der Salon Series beim Tower Club, und der Maxwell Recital Series. Weitere Liederabende hat sie für das Auxiliary Board Chapter der Lyric Opera of Chicago gegeben. Bei den Oak Park Village Players hat sie La Traviata aufgeführt.
2013 gründete Cheng die Liederstube in Chicago. Die Liederstube ist eine Non-Profit Organisation für Musikerziehung (Stimmbildung, Klavierunterricht) in klassischer Musik.

### Auftritte in den Medien
2015 war Cheng Gast bei The Late Show with Stephen Colbert, wo sie Mille-feuille mit Stephen Colbert buk um die Exponentialfunktion zu erklären. Cheng war Gast im Morgenmagazin The Morning Shift bei Chicagos Radio WBEZ 2017. Von Jim Al-Khalili wurde sie für die Sendung The Life Scientific des Senders BBC Radio 4 interviewt (erste Ausstrahlung im Januar 2018). Außerdem war sie im Frühjahr 2018 Gast beim WGBH podcast Innovation Hub.

## Bücher
- How to Bake Pi: An Edible Exploration of the Mathematics of Mathematics (US edition), Basic Books 2015; Cakes, Custard and Category Theory: Easy recipes for understanding complex maths (original UK edition); How to Bake Pi: Easy Recipes for Understanding Complex Maths (UK Edition)[34]
- Beyond Infinity: An Expedition to the Outer-Limits of the Mathematical Universe, Profile Books 2017 (UK edition); Beyond Infinity: An Expedition to the Outer Limits of Mathematics, Basic Books (US edition)
- Cakes Custard and Category Theory: Easy recipes for understanding complex math, Profile Books 2015
- The Art of Logic: How to Make Sense in a World that Doesn’t, Profile Books 2019 (UK edition); The Art of Logic in an Illogical World, Basic Books 2018 (US edition)
- x+y: A Mathematician’s Manifesto for Rethinking Gender, Basic Books 2020
- Molly and the Mathematical Mysteries. Ten Adventures in Mathematical Wonderland, 2020
- The Joy of Abstraction: An Exploration of Math, Category Theory, and Life, Cambridge University Press 2022
- Is Maths Real? How Simple Questions Lead Us to Mathematics‘ Deepest Truths, Profile Books 2023